# Fabián Roncero
Fabián Roncero, né le 19 octobre 1970 à Madrid, est un athlète espagnol, spécialiste des courses de fond.

## Biographie
Sixième du marathon des championnats du monde 1997, il remporte en 1998 la Coupe d'Europe du 10 000 mètres, à Lisbonne, et s'impose par ailleurs lors du Marathon de Rotterdam où il établit la meilleure performance de sa carrière en 2 h 7 min 23 s.
Il établit un nouveau record d'Europe du semi-marathon le 1er avril 2001 à Berlin en 59 min 52 s. Il se classe cinquième du 10 000 m lors des championnats du monde 2001 d'Edmonton au Canada.
Il détient les records d'Espagne du 10 000 m (27 min 14 s 44), du 10 km et 20 km sur route, et du semi-marathon.

### Palmarès
| Date | Compétition                     | Lieu      | Résultat | Épreuve  |
| ---- | ------------------------------- | --------- | -------- | -------- |
| 1997 | Championnats du monde           | Athènes   | 6e       | Marathon |
| 1998 | Coupe d'Europe du 10 000 mètres | Lisbonne  | 1er      | 10 000 m |
| 1998 | Marathon de Rotterdam           | Rotterdam | 1er      | Marathon |
| 2001 | Championnats du monde           | Edmonton  | 5e       | 10 000 m |

### Records
| Épreuve       | Performance     | Lieu      | Date           |
| ------------- | --------------- | --------- | -------------- |
| 10 000 m      | 27 min 14 s 44  | Lisbonne  | 4 avril 1998   |
| Semi-marathon | 59 min 52 s     | Berlin    | 1er avril 2001 |
| Marathon      | 2 h 07 min 23 s | Rotterdam | 18 avril 1999  |